# Margareta Niculescu
Margareta Niculescu (Iași, 4 de janeiro de 1926 – Charleville-Mézières, 19 de agosto de 2018) foi uma artista, marionetista, diretora, professora e diretora de teatro romena. Nascida em Iași, na Romênia, faleceu em Charleville-Mézières, na França.
Ela contribuiu, a partir da década de 1950, para a renovação da arte das marionetas na Europa e no mundo, interagindo com grupos dos mais diversos países. Foi diretora do teatro Țăndărica em Bucareste e dirigiu o Instituto Internacional de Marionetas de Charleville-Mézières, em Ardenas. Além de ter sido cofundadora, com Jacques Félix, da École Nationale Supérieure des Arts de la Fantoches, nessa mesma cidade.

## Biografia

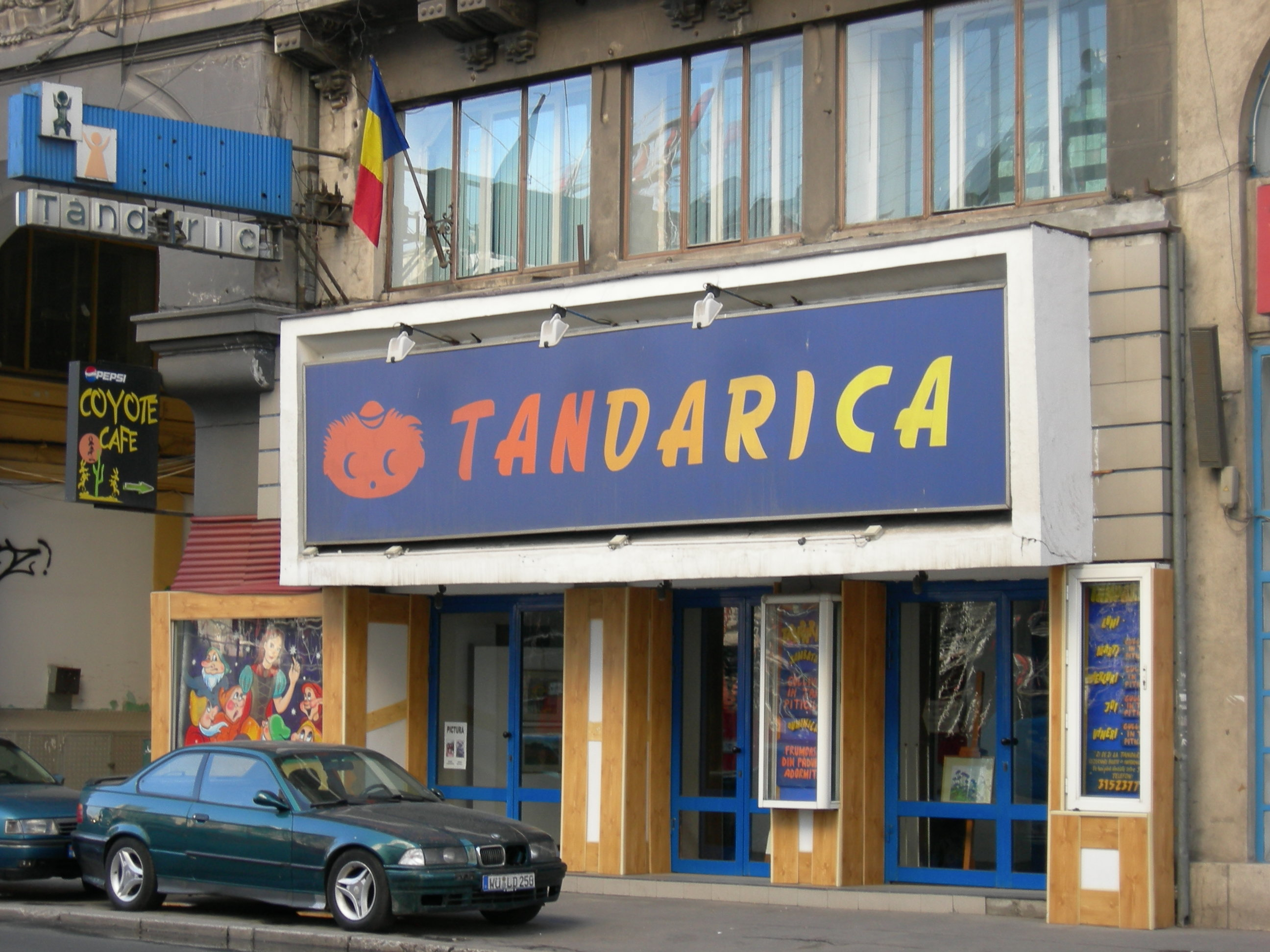
O teatro Țăndărica em Bucareste (2006)

Margareta Niculescu nasceu em 4 de janeiro na Romênia. Durante o período que atuou como jornalista freelancer, descobriu uma trupe de titereiros e se interessou pela linguagem. Na primeira metade do século XX, o teatro de marionetes, composto por pequenas trupes, que se utilizam de personagens e repertório da tradição popular, não estava estruturado nem profissionalizado na Romênia, assim como em muitos países da Europa. No momento em que o Partido dos Trabalhadores Romenos toma o poder, abolindo a monarquia em 30 de dezembro de 1947 e proclamando a República Popular Romena, cria-se uma nova rede de instituições culturais geridas pelo Estado. À época, Margareta Niculescu contactou o Ministério da Cultura romeno, pretendendo obter dar ao teatro de fantoches o estatuto de Teatro Nacional, como título de reconhecimento para este tipo de manifestação. À essa época, ela estuda, simultaneamente, encenação no Instituto de Teatro e Arte Cinematográfica (IATC) de Bucareste. É convidada para associar-se ao teatro Țăndărica, liderado por um dos seus professores no IATC, Nicolae Massim, com a condição de pudesse assumir a sua direcção, com apenas 23 anos, permanecendo neste cargo de gestão teatral de 1949 a 1986, dando a este teatro fama internacional, materializada pela criação do Prémio Erasmus em 1978.
Suas principais obras são: em 1954, Umor pe sfori (Humor com fios), em que se afasta do figurativo ao introduzir uma diversidade de materiais, tecidos, objetos e molas metálicas nos personagens; em 1958, Mâna cu cinci degete (A Mão com Cinco Dedos), uma paródia de filmes de ação; em 1962, Cartea cu Apolodor (O Livro de Apolodoro) do poeta surrealista Gellu Naum; em 1964, Me and Dead Matter com o ator Mircea Crișan; em 1965, As Três Mulheres de Don Cristóbal segundo Federico García Lorca; em 1969, Mihai Eminescu Cabarettissimo; em 1971, Ninigra e Aligru; em 1976, O Gato que Vai embora Sozinho baseado na obra de Rudyard Kipling; em 1982, Príncipe Encantado Nascido de uma Lágrima baseado na obra do poeta Mihai Eminescu. O teatro Țăndărica é convidado para muitos países e atua nomeadamente em Magdeburgo, Belgrado, Namur, Sófia, Cairo, Lübeck e Copenhaga, criando, por exemplo, em Copenhaguem, uma transposição da peça de Henrik Ibsen, Peer Gynt.

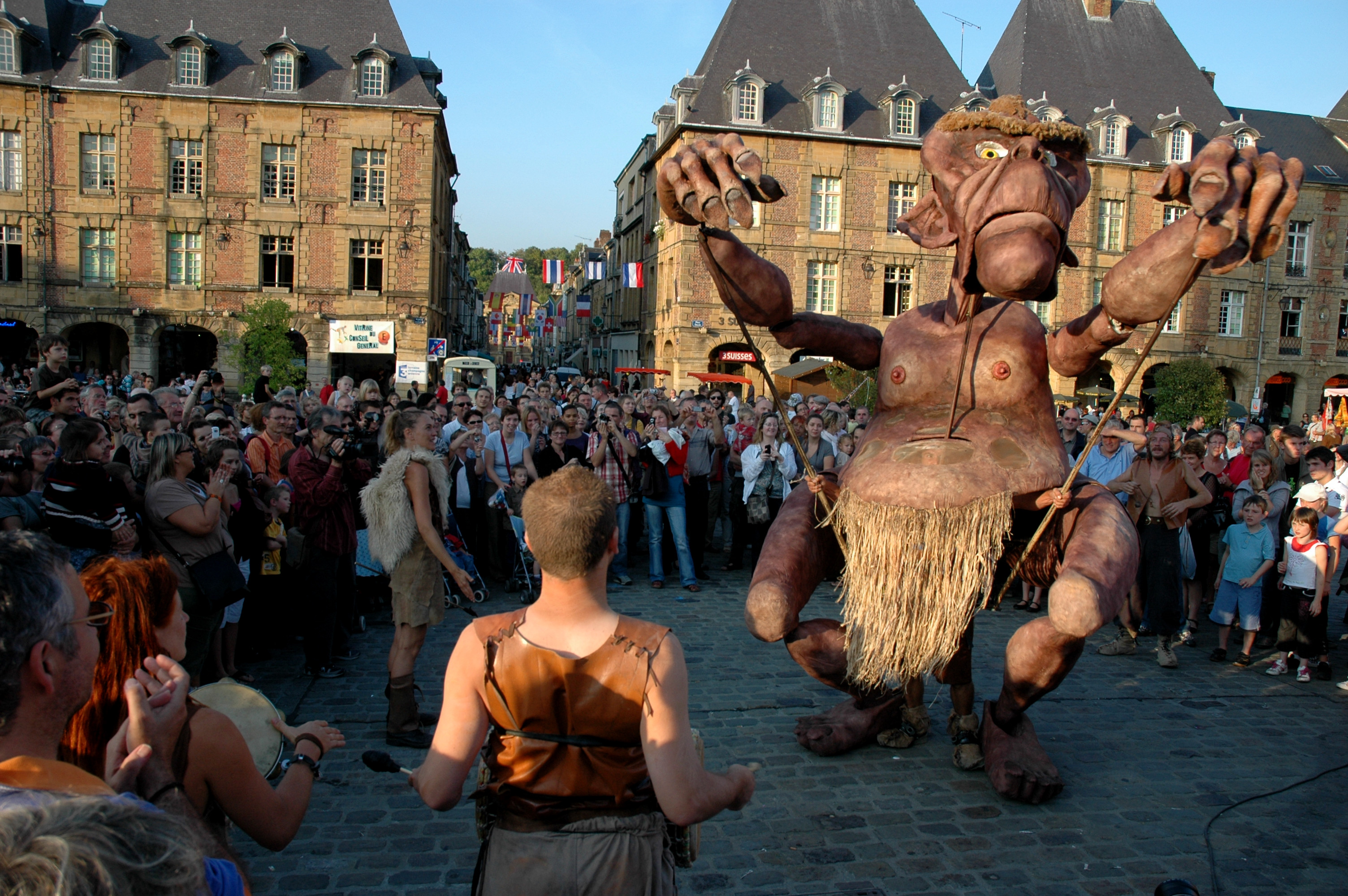
Festival Mundial de Teatros de Marionetes de Charleville-Mézières

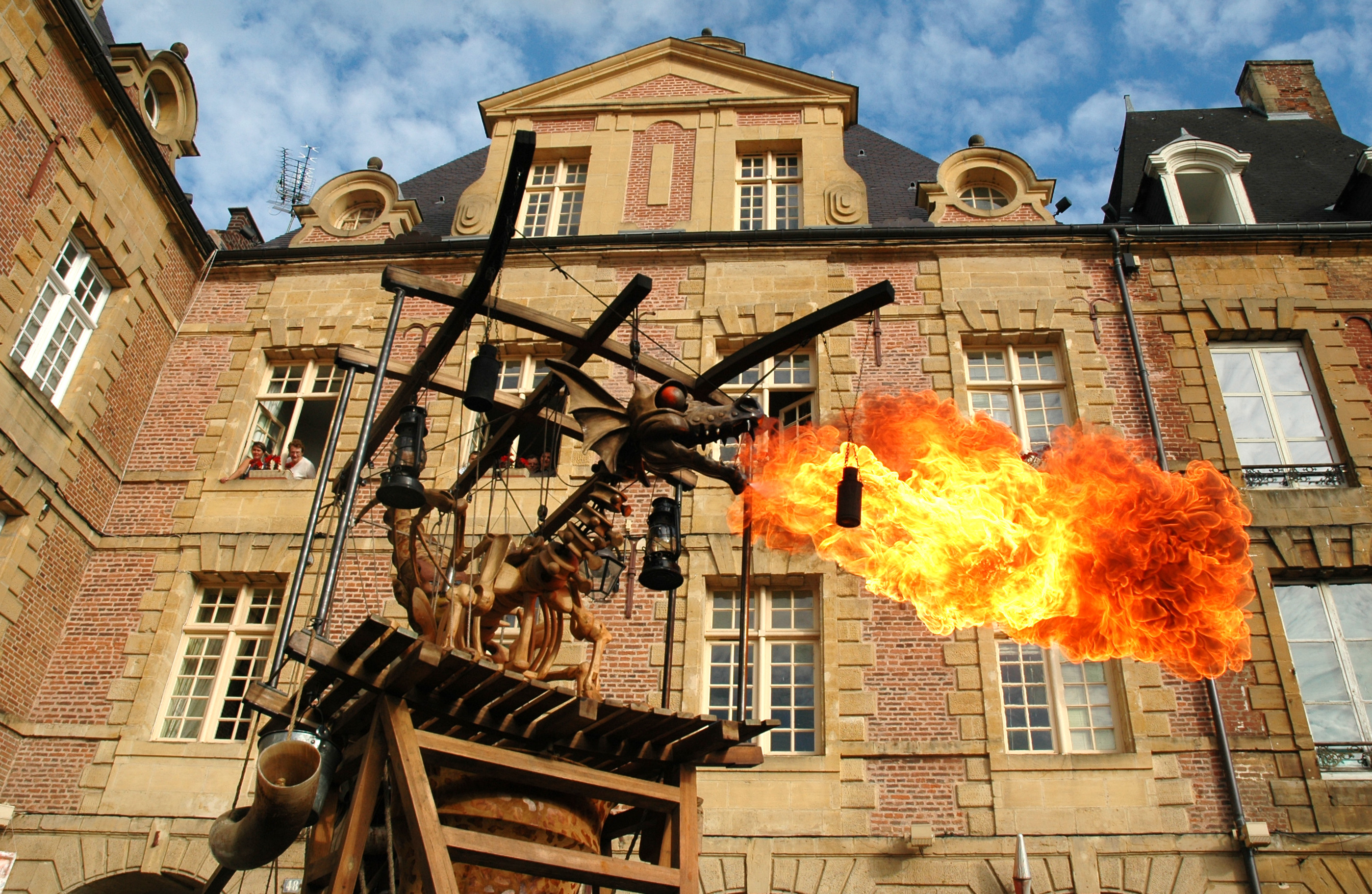
Festival Mundial de Teatros de Marionetes de Charleville-Mézières

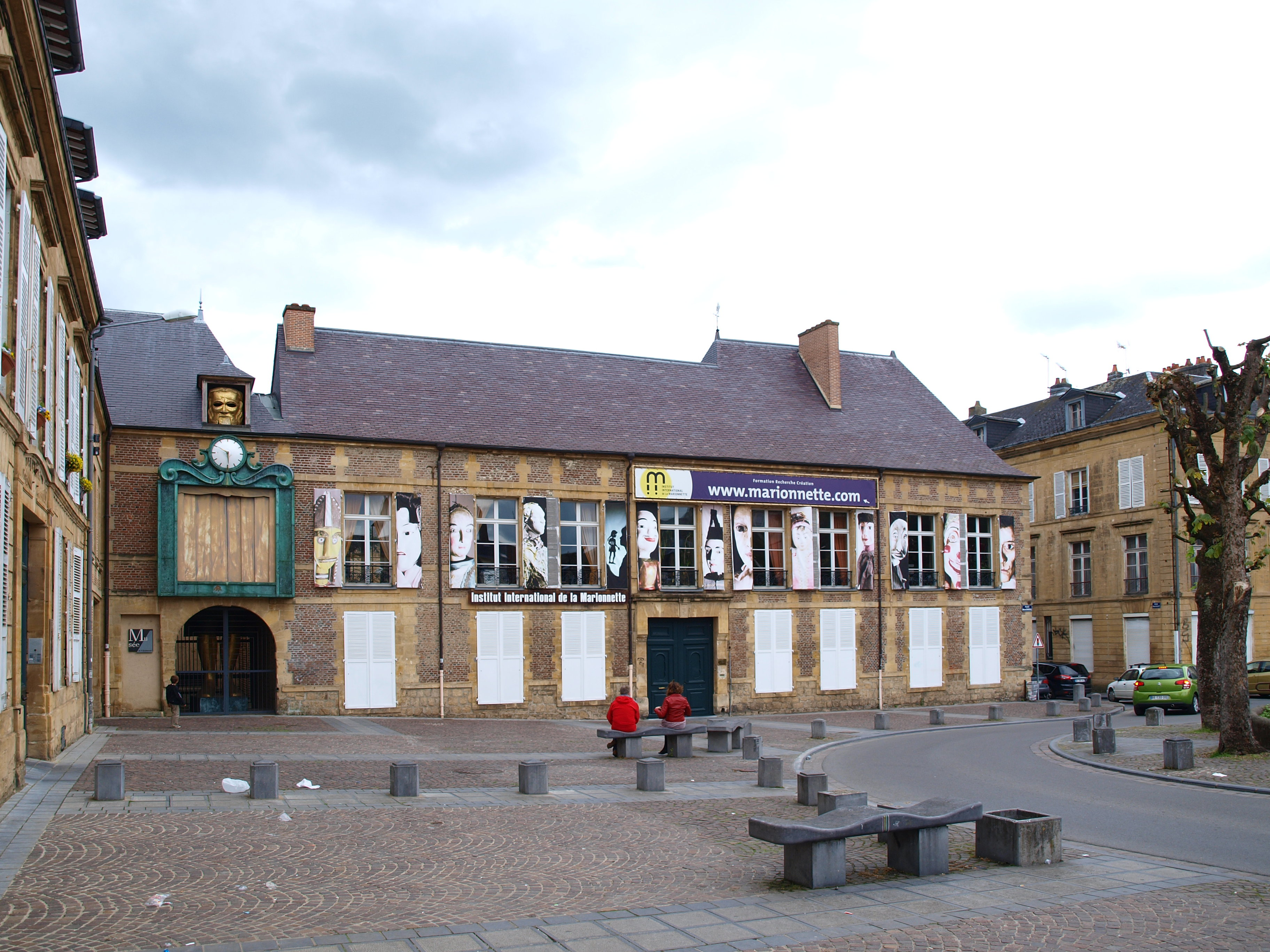
Instituto Internacional de Marionetes de Charleville-Mézières (2013)

Nas décadas de 1950 e 1960, o seu trabalho sobre a arte de marionetes, sob a direção do teatro Țăndărica, encontrou eco na evolução da arte das marionetas na Europa, tanto ao nível artístico como no plano de organização do profissão, retomando um movimento nascido no período entre guerras e interrompido pela Segunda Guerra Mundial. Em 1957, em plena Guerra Fria, os tchecoslovacos relançaram a União Internacional de Marionetes (UNIMA) durante a Semana Europeia de Marionetes em Brunsvique (na época na RFA), com Jan Malik, que era o secretário-geral da UNIMA antes da guerra, liderando as discussões. Conseguiu-se organizar um congresso de renascimento desta associação internacional no mesmo ano em Praga, com a presença de grupos de 17 países pertencentes a ambos os lados da Cortina de Ferro e de nações tão opostas como os Estados Unidos e a Coreia do Norte. Nesta ocasião, os titereiros ocidentais descobriram que os seus colegas do Bloco de Leste se beneficiavam de infra-estruturas artística para produções de longo prazo em salas de teatro permanentes. Graças à UNIMA, em particular na Europa, os titereiros estavam, independentemente das tensões internacionais, conseguindo reconstituir uma rede de intercâmbios e trocas de experiências. Margareta Niculescu participou activamente nestes intercâmbios, tornando-se membro da comissão executiva da UNIMA, de 1957 a 2000, e criando, em 1976, uma comissão internacional para a formação profissional de titereiros.
Niculescu funda o primeiro festival mundial de marionetes, em 1958, com companhias de 31 países. Três anos depois, em 1961, Jacques Félix acolhe em Charleville, na França, o segundo congresso nacional do Sindicato dos Guignolistas e Marionetes Franceses, com artistas de vários países apresentando suas últimas criações, criando, assim, mais um festival internacional que viria a se tornar o festival mundial de teatros de marionetes .
Em 1972, Jacques Félix recebeu em Charleville o 11 congresso da UNIMA e, ao mesmo tempo, organiza nesta cidade o festival de teatro de marionetas, com espetáculos abertos ao público e com a presença de titereiros dos cinco continentes. Este festival de Ardenas torna-se um evento artístico internacional e também permite a convivência de Jacques Félix e Margareta Niculescu. Em 1985-1986, após 37 anos à frente do teatro Țăndărica, Margareta Niculescu embarcou numa nova aventura com Jacques Félix, tornando-se diretora do Instituto Internacional de Marionetas (IIM), em Ardenas. Três anos depois, co-fundou, novamente com Jacques Félix, agora em Charleville-Mézières, a Escola Nacional de Artes de Marionetes da qual foi diretora de 1987 a 1998.
Em 2003, o Presidente da Roménia, Ion Iliescu conferiu-lhe o posto de Comandante da Ordem do Mérito Cultural Romeno.

## Principais publicações
- Světové loutkářství: současné loutkové divadlo slovem i obrazem, 1966, em tcheco.
- O teatro de marionetes do mundo moderno; uma apresentação internacional em texto e imagem, UNIMA, 1967, em inglês e alemão.
- Teatro de Marionetes der Welt; zeitgenössisches Puppenspiel in Wort und Bild, UNIMA, 22 edições publicadas entre 1965 e 1968 em alemão.
- Fantoches de todo o mundo: teatros de marionetes contemporâneos, UNIMA, 1967, em francês.
- A vanguarda e o fantoche, 1988, em francês.
- Die Avantgarde und das Figurentheater, 1993, em alemão.
- Fantoches em território brasileiro, Festival Mundial de Teatros de Bonecos, 1994, em francês.
- Passeurs et accomplices (Passing it on), International Puppet Institute, em francês e inglês, 2009.

### Artigos de jornais
- Rédaction Le Monde (1986). «La marionnette entre à l'Université». Le Monde (em francês).
- Odile Quirot (1990). «Des comédiens de chiffon. À Charleville-Mézières s'est tenue la première rencontre internationale des écoles de marionnettes». Le Monde (em francês).
- Bruno Masi (2000). «Le castelet des Ardennes». Libération (em francês).
- AA.VV. (2005). «Les 50 qui font bouger Charleville-Mézières». L’Express (em francês).
- Fabienne Darge (2011). «Loin des guignolades, un lieu de recherche esthétique». Le Monde (em francês).